# クリスチャン・ノルベルグ＝シュルツ
クリスチャン・ノルベルグ＝シュルツ (Christian Norberg-Schulz 1926年5月23日 - 2000年3月28日) は、ノルウェー生まれの建築史、建築論を専門とする建築学者。スイス連邦工科大学卒業。
実存主義や現象学に影響を受け、人間が環境との相互作用により空間を定位することで実存的空間が生まれると説いた。

## 主要な著作
括弧内は原著の出版年。
- 『実存・空間・建築』 Existence, Space and Architecture (1971年) 加藤邦男訳 鹿島出版会
- 『図説世界建築史(11) バロック建築』 History of World Architecture - Baroque Architecture (1972年) 加藤邦男訳 本の友社
- 『図説世界建築史(12) 後期バロック・ロココ建築』 History of World Architecture - Late Baroque and Rococco Architecture (1974年) 加藤邦男訳 本の友社
- 『ゲニウス・ロキ』 Genius Loci (1979年) 加藤邦男・田崎裕生訳 住まいの図書館出版局
- 『西洋の建築 - 空間と意味の歴史』　Meaning In Western Architecture (1980年) 前川道郎訳 本の友社
- 『GAグローバル・アーキテクチュア　No.61　ヨーン・ウツソン　バウスヴェアーの礼拝堂 1973-76』(1981年) 二川幸夫企画・撮影 A.D.A.Edita Tokyo
- 『住まいのコンセプト』 Concept of Dwelling (1985年) 川向正人訳 鹿島出版会
- 『現代建築の根』 Roots of Modern Architecture (1988年) 加藤邦男訳 二川幸夫企画・撮影 A.D.A.Edita Tokyo